# Municipio de Arlington (Iowa)
El municipio de Arlington (en inglés: Arlington Township) es un municipio ubicado en el condado de Woodbury en el estado estadounidense de Iowa. En el año 2010 tenía una población de 1996 habitantes y una densidad poblacional de 21,54 personas por km².

## Geografía
El municipio de Arlington se encuentra ubicado en las coordenadas 42°30′38″N 96°2′44″O / 42.51056, -96.04556. Según la Oficina del Censo de los Estados Unidos, el municipio tiene una superficie total de 92.66 km², de la cual 92,54 km² corresponden a tierra firme y (0,13 %) 0,12 km² es agua.

## Demografía
Según el censo de 2010, había 1996 personas residiendo en el municipio de Arlington. La densidad de población era de 21,54 hab./km². De los 1996 habitantes, el municipio de Arlington estaba compuesto por el 96,99 % blancos, el 0,3 % eran afroamericanos, el 0,45 % eran amerindios, el 0,4 % eran asiáticos, el 0,35 % eran de otras razas y el 1,5 % eran de una mezcla de razas. Del total de la población el 1,6 % eran hispanos o latinos de cualquier raza.